# Лангенлојба-Нидерхајн
Лангенлојба-Нидерхајн (њем. Langenleuba-Niederhain) општина је у њемачкој савезној држави Тирингија. Једно је од 40 општинских средишта округа Алтенбургер Ланд. Према процјени из 2010. у општини је живјело 1.989 становника. Посједује регионалну шифру (AGS) 16077023.

## Географски и демографски подаци
Лангенлојба-Нидерхајн се налази у савезној држави Тирингија у округу Алтенбургер Ланд. Општина се налази на надморској висини од 205 метара. Површина општине износи 39,6 km². У самом мјесту је, према процјени из 2010. године, живјело 1.989 становника. Просјечна густина становништва износи 50 становника/km².